# Зайонць (Мазовецьке воєводство)
Зайонць (пол. Zając) — село в Польщі, у гміні Лів Венґровського повіту Мазовецького воєводства.
Населення — 194 особи (2011).
У 1975-1998 роках село належало до Седлецького воєводства.

## Демографія
Демографічна структура станом на 31 березня 2011 року:
|          | Загалом | Допрацездатний вік | Працездатний вік | Постпрацездатний вік |
| -------- | ------- | ------------------ | ---------------- | -------------------- |
| Чоловіки | 93      | 16                 | 65               | 12                   |
| Жінки    | 101     | 29                 | 51               | 21                   |
| Разом    | 194     | 45                 | 116              | 33                   |